# Luis Bernardo Nava Guerrero
Luis Bernardo Nava Guerrero (Santiago de Querétaro, Querétaro; 18 de enero de 1975) es un economista y político mexicano. Fue Presidente Municipal de Querétaro por el Partido Acción Nacional para el periodo 2018-2024. Se desempeñó como Jefe de la Oficina de la Gubernatura del Poder Ejecutivo del Estado de Querétaro hasta 2018.
Desde el 2 de octubre de 2024, se desempeña como Secretario de Desarrollo Social del Estado de Querétaro, nombrado por el gobernador Mauricio Kuri González, tras concluir su gestión como presidente municipal de Querétaro (2018–2024).

## Trayectoria política
Luis Bernardo inició su carrera política en los años 80 durante la campaña presidencial de Manuel J. Clouthier, pero no fue hasta el año 1993, al cumplir 18 años, que se convirtió en miembro activo del Partido Acción Nacional.
En la LVII Legislatura del Congreso del Estado de Querétaro ocupó la presidencia de la Mesa Directiva, además de la Comisión de Administración y Procuración de Justicia. En el 2015 el actual Gobernador de Querétaro, Francisco Domínguez Servién lo llamó para integrarse al equipo de campaña para el Gobierno del estado.
Luego de obtener el triunfo en las urnas, fue nombrado jefe de la Oficina de la Gubernatura, cargo que ocupó hasta 2018 cuando hizo oficial su separación al cargo, esto tras haber sido ratificado el 20 de febrero como candidato a la presidencia municipal de la capital por Acción Nacional en el proceso electoral de 2018.
El 2 de octubre de 2024, fue nombrado Secretario de Desarrollo Social del Estado de Querétaro por el gobernador Mauricio Kuri González. En este cargo, ha enfocado sus esfuerzos en implementar políticas públicas orientadas al bienestar social y la mejora de la calidad de vida de las y los queretanos.

## Asociación Nacional de Alcaldes ANAC
Luis Bernardo Nava Guerrero es Vicepresidente de Enlace con el Poder Legislativo de la Asociación Nacional de Alcaldes (ANAC).

## Presidencia municipal de Querétaro
Tras haberse declarado ganador de las elecciones de 2018, la Sala Regional Monterrey del Tribunal Electoral del Poder Judicial de la Federación declaró  nulas las elecciones y solicitó se repusiera la misma por presuntas violaciones al principio de equidad en la contienda.
No fue hasta el 27 de septiembre que la Sala del Tribunal Electoral del Poder Judicial de la Federación desecho la resolución de la Sala Regional Monterrey por falta de argumentos y le dieron el triunfo a Luis Bernardo Nava como nuevo presidente municipal.
En las elecciones de Querétaro de 2021 contendió por la reelección del municipio de Querétaro, logrando el triunfo con el 47.6% de la votación, para el periodo 2021-2024.